# Zakaria Hamadi
Zakaria Hamadi (in arabo زكريا حمادي‎?; Busto Arsizio, 21 marzo 1998) è un calciatore italiano di origini marocchine, centrocampista del Maghreb Fès.

## Caratteristiche tecniche
È un esterno offensivo.

## Carriera

### Club
Inizia a giocare a calcio nel settore giovanile del Milan. Il 31 agosto 2017 si trasferisce al Chiasso, nella seconda divisione svizzera. Dopo alcuni mesi di inattività, il 30 gennaio 2019 si accorda a parametro zero con l'Yverdon, nella terza divisione elvetica. A fine stagione viene ingaggiato dal Wolfsburg, che lo aggrega alla formazione riserve.
Il 28 febbraio 2022 viene tesserato dal Bellinzona. In estate si accorda con il Mouloudia Oujda, nel campionato marocchino.

### Nazionale
Nel 2015 accetta la chiamata dell'Under-18. In totale conta 6 presenze con gli azzurrini.

## Statistiche

### Presenze e reti nei club
Statistiche aggiornate al 25 giugno 2024.
| Stagione               | Squadra                | Campionato             | Campionato | Campionato | Coppe nazionali | Coppe nazionali | Coppe nazionali | Coppe continentali | Coppe continentali | Coppe continentali | Altre coppe | Altre coppe | Altre coppe | Totale | Totale | Totale |
| Stagione               | Squadra                | Comp                   | Pres       | Reti       | Comp            | Pres            | Reti            | Comp               | Pres               | Reti               | Comp        | Pres        | Reti        | Pres   | Reti   |        |
| ---------------------- | ---------------------- | ---------------------- | ---------- | ---------- | --------------- | --------------- | --------------- | ------------------ | ------------------ | ------------------ | ----------- | ----------- | ----------- | ------ | ------ | ------ |
| 2017-2018              | Chiasso                | CL                     | 17         | 1          | CS              | 0               | 0               | -                  | -                  | -                  | -           | -           | -           | 17     | 1      |        |
| gen.-giu. 2019         | Yverdon                | PL                     | 7          | 0          | CS              | -               | -               | -                  | -                  | -                  | -           | -           | -           | 7      | 0      |        |
| 2019-2020              | Wolfsburg II           | RL                     | 14         | 0          | -               | -               | -               | -                  | -                  | -                  | -           | -           | -           | 14     | 0      |        |
| 2020-2021              | Wolfsburg II           | RL                     | 7          | 0          | -               | -               | -               | -                  | -                  | -                  | -           | -           | -           | 7      | 0      |        |
| Totale Wolfsburg II    | Totale Wolfsburg II    | Totale Wolfsburg II    | 21         | 0          |                 | -               | -               |                    | -                  | -                  |             | -           | -           | 21     | 0      |        |
| feb.-giu. 2022         | Bellinzona             | PL                     | 7+5        | 0          | -               | -               | -               | -                  | -                  | -                  | -           | -           | -           | 12     | 0      |        |
| 2022-2023              | Mouloudia Oujda        | B1                     | 6          | 1          | CM              | 0               | 0               | -                  | -                  | -                  | -           | -           | -           | 6      | 1      |        |
| 2023-2024              | Mouloudia Oujda        | B1                     | 28         | 0          | CM              | 4               | 1               | -                  | -                  | -                  | -           | -           | -           | 32     | 1      |        |
| Totale Mouloudia Oujda | Totale Mouloudia Oujda | Totale Mouloudia Oujda | 34         | 1          |                 | 4               | 1               |                    | -                  | -                  |             | -           | -           | 38     | 2      |        |
| 2024-2025              | Maghreb Fès            | B1                     | 0          | 0          | CM              | 0               | 0               | -                  | -                  | -                  | -           | -           | -           | 0      | 0      |        |
| Totale carriera        | Totale carriera        | Totale carriera        | 91         | 2          |                 | 4               | 1               |                    | -                  | -                  |             | -           | -           | 95     | 3      |        |